# Canton de Montgiscard
Le canton de Montgiscard est une ancienne division administrative française de l’arrondissement français de Toulouse, située dans le département de la Haute-Garonne et la région Midi-Pyrénées et faisait partie de la Dixième circonscription de la Haute-Garonne.

## Histoire
Le canton faisait partie de l'ancien arrondissement de Villefranche-de-Lauragais.

## Composition
Le canton de Montgiscard regroupait 20 communes et comptait 25 287 habitants (population municipale) au 1er janvier 2010.
| Nom                     | Code Insee | Codepostal | Superficie (km2) | Population (dernière pop. légale) | Densité (hab./km2) |
| ----------------------- | ---------- | ---------- | ---------------- | --------------------------------- | ------------------ |
| Montgiscard (chef-lieu) | 31381      | 31450      | 13,16            | 2 119 (2012)                      | 161                |
| Ayguesvives             | 31004      | 31450      | 13,11            | 2 440 (2012)                      | 186                |
| Baziège                 | 31048      | 31450      | 19,72            | 3 188 (2012)                      | 162                |
| Belbèze-de-Lauragais    | 31058      | 31450      | 3,71             | 104 (2012)                        | 28                 |
| Belberaud               | 31057      | 31450      | 7,47             | 1 289 (2012)                      | 173                |
| Corronsac               | 31151      | 31450      | 6,34             | 738 (2012)                        | 116                |
| Deyme                   | 31161      | 31450      | 7,05             | 860 (2012)                        | 122                |
| Donneville              | 31162      | 31450      | 2,67             | 1 044 (2012)                      | 391                |
| Escalquens              | 31169      | 31750      | 8,42             | 6 124 (2012)                      | 727                |
| Espanès                 | 31171      | 31450      | 3,53             | 256 (2012)                        | 73                 |
| Fourquevaux             | 31192      | 31450      | 10,03            | 750 (2012)                        | 75                 |
| Issus                   | 31240      | 31450      | 7,11             | 472 (2012)                        | 66                 |
| Labastide-Beauvoir      | 31249      | 31450      | 10,20            | 1 128 (2012)                      | 111                |
| Montbrun-Lauragais      | 31366      | 31450      | 10,92            | 566 (2012)                        | 52                 |
| Montlaur                | 31384      | 31450      | 9,61             | 1 185 (2012)                      | 123                |
| Noueilles               | 31401      | 31450      | 5,51             | 359 (2012)                        | 65                 |
| Odars                   | 31402      | 31450      | 6,65             | 760 (2012)                        | 114                |
| Pompertuzat             | 31429      | 31450      | 5,44             | 2 064 (2012)                      | 379                |
| Pouze                   | 31437      | 31450      | 3,82             | 92 (2012)                         | 24                 |
| Varennes                | 31568      | 31450      | 4,61             | 258 (2012)                        | 56                 |

## Démographie
| 1962  | 1968  | 1975   | 1982   | 1990   | 1999   | 2006   | 2011   | 2012   |
| ----- | ----- | ------ | ------ | ------ | ------ | ------ | ------ | ------ |
| 6 207 | 7 335 | 10 297 | 13 147 | 16 543 | 20 313 | 24 035 | 25 573 | 25 796 |

## Représentation

### Conseillers généraux de 1833 à 2015
| Période | Période          | Identité                                        | Étiquette              | Qualité |
| ------- | ---------------- | ----------------------------------------------- | ---------------------- | --- |
| 1833    | 1842             | Auguste Claude Ferradou-Roqueville              |                        | Propriétaire, avocat, juge de paix, maire de Montgiscard                                                           |
| 1842    | 1848             | Bernard Honeste Fourtanier                      | Conservateur           | Notaire à Toulouse, maire de Montgiscard                                                                           |
| 1848    | 1852             | Marquis Albert d'Ayguesvives                    |                        | Propriétaire à Ayguesvives                                                                                         |
| 1852    | 1861 (démission) | Pierre Antoine Policarpe                        |                        | Ancien colonel d'artillerie, Toulouse                                                                              |
| 1861    | 1887 (décès)     | Comte puis Marquis Auguste Martin d'Ayguesvives | Droite bonapartiste    | Propriétaire, Maire de Fonbeauzard Chambellan de l'Empereur Napoléon III Député (1863-1887)                        |
| 1887    | 1889 (décès)     | Alphonse Monfraix                               |                        | Premier secrétaire d'ambassade à Madrid                                                                            |
| 1890    | 1901             | Julien Gamelsy                                  | Rad.                   | Propriétaire Maire de Labastide-Beauvoir                                                                           |
| 1901    | 1907             | Marcel Auguste Dieulafoy                        | Républicain            | Ingénieur des Ponts et Chaussées Archéologue Maire de Pompertuzat                                                  |
| 1907    | 1925             | Paul Marty                                      | URD                    | Propriétaire Maire de Baziège                                                                                      |
| 1925    | 1940             | Emile Berseille                                 | Rad.                   | Maire d'Ayguesvives (1904-1944), conseiller d'arrondissement nommé conseiller départemental en 1943 décédé en 1945 |
|         |                  |                                                 |                        | |
| 1945    | 1958             | Raymond Terrenq                                 | SFIO                   | Proviseur de lycée à Agen Maire de Baziège                                                                         |
| 1958    | 2001             | Jean Cassan                                     | Rad. puis MRG puis PRG | Industriel Maire d'Escalquens de 1953 à 1995                                                                       |
| 2001    | 2015             | Annie Maury                                     | PS                     | Enseignante, Ayguesvives Vice-Présidente du Conseil Général                                                        |

### Conseillers d'arrondissement (de 1833 à 1940)
Le canton de Montgiscard appartenait à l'arrondissement de Villefranche-de-Lauragais jusqu'à sa disparition en 1926.
| Période                                  | Période          | Identité                                               | Étiquette                | Qualité |
| ---------------------------------------- | ---------------- | ------------------------------------------------------ | ------------------------ | --- |
| 1833                                     | 1836             | M. Antonin                                             |                          | Maire de Montgiscard                                                                                        |
| 1836                                     | 1839             | M. Sagné neveu                                         |                          | Maire de Baziège                                                                                            |
| 1839                                     | 1848             | Marc Antoine François Théodore Saint-Amans (1775-1853) |                          | Notaire à Caraman                                                                                           |
|                                          |                  |                                                        |                          | |
| 1874                                     | 1890 (démission) | Pierre-Marie Antonin                                   | Républicain              | Propriétaire, maire de Montgiscard                                                                          |
|                                          | 1898             | M. Triadou                                             |                          | Propriétaire à Ayguesvives                                                                                  |
| 1898                                     | 1904             | Baptiste Berseille                                     | Radical                  | Maire d'Ayguesvives (1878-1900)                                                                             |
| 1904                                     | 1910             | Émile Berseille                                        | Radical                  | Maire d'Ayguesvives                                                                                         |
| 1910                                     | 1919             | Joseph Chassereau                                      | Républicain progressiste | Médecin à Baziège                                                                                           |
| 1919                                     | 1928             | Jean Delestaing                                        |                          | Médecin à Baziège                                                                                           |
| 1928                                     | 1934             | Paul-Adrien Antonin                                    | URD                      | Propriétaire à Montgiscard                                                                                  |
| 1934                                     | 1940             | Arnaud Camon                                           | Radical                  | Conseiller municipal de Montgiscard                                                                         |
| 1940                                     |                  |                                                        |                          | Les conseils d'arrondissement ont été suspendus par la loi du 12 octobre 1940 et n'ont jamais été réactivés |
| Les données manquantes sont à compléter. |                  |                                                        |                          | |